# Chriodes chui
Chriodes chui là một loài tò vò trong họ Ichneumonidae.